# Bla Bla Bla
„Bla Bla Bla” – singel włoskiego producenta muzycznego Gigiego D’Agostino wydany w 1999 roku. Został wydany na albumie L'amour toujours.

## Lista utworów
- CD maxi–singel (1999)[1]

1. „Bla Bla Bla” (Abbentenza In FM Mix) – 3:45
2. „Bla Bla Bla” (Abbentenza Mix) – 6:48
3. „Bla Bla Bla” (Scream Club Remix)	– 6:28
4. „Bla Bla Bla” (Mr. Martin – Speed Garage Mix) – 5:47
5. „Bla Bla Bla” (Mr. Martin – Filtered Club Mix) – 6:03
6. „Bla Bla Bla” (CFC 12 Club Remix)	– 6:26
7. „Bla Bla Bla” (Scream In Live Mix) – 6:12
8. „Voyage” (Africanismo Mix) – 15:07

## Notowania na listach przebojów
| Kraj       | Lista (1999/2000/2002) | Najwyższa pozycja |
| ---------- | ---------------------- | ----------------- |
| Austria    | Singles Top 75         | 3                 |
| Niemcy     | Singles Top 100        | 4                 |
| Francja    | Top 100 Singles        | 15                |
| Szwajcaria | Singles Top 75         | 16                |
| Irlandia   | Top 50 Singles         | 23                |
| Holandia   | Single Top 100         | 43                |